# Montbrun de Lauragués
Montbrun de Lauragués (francès Montbrun-Lauragais) és un municipi francès situat al departament de l'Alta Garona, a la regió Occitània.